# Příčný vrch
Příčný vrch (pol. Góra Poprzeczna, niem. Querberg) – najwyższy szczyt w paśmie Gór Opawskich (cz. Zlatohorská vrchovina) o wysokości 975 m n.p.m., w Czechach, w Sudetach Wschodnich.

## Charakterystyka
Góra ma formę płaskiego grzbietu o długości około 3 km. Masyw Příčnego vrchu jest porośnięty lasem świerkowym i fragmentami buczyną. Od średniowiecza góra była miejscem wydobycia złota oraz innych metali, takich jak ołów, miedź czy piryt, na potrzeby produkcji kwasu siarkowego. Kopalnie zostały zamknięte w grudniu 1993 roku. Pozostałością po nich są dziesiątki szybów oraz chodników o łącznej długości około 150 km, jednak większość z nich została zasypana ze względu na bezpieczeństwo. Góra jest zaliczana do Korony Sudetów. Na połaci szczytowej znajduje się punkt geodezyjny o wysokości 974,71 m n.p.m. .

## Turystyka
Bezpośrednio na sam szczyt prowadzi jeden szlak turystyczny na trasie:
  Heřmanovice – góra Hornické skály – szczyt Příčný vrch – góra Lysý vrch – Zlaté Hory,
natomiast przez górę przebiegają szlaki na trasach:
  Rejvíz – góra Zámecký pahorek – Horní Údolí – góra Příčný vrch – góra Výr – góra Zámecký vrch – Zlaté Hory,
  Heřmanovice – góra Hornické skály – szczyt Zámecký vrch (934 m) – Opavská chata.
Przez górę przebiegają również dwie ścieżki dydaktyczne na trasach:
 (Údolská hornická NS) Horní Údolí – góra Příčný vrch – Dolní Údolí (z 19 stanowiskami obserwacyjnymi),
 (Hornická NS) Zlaté Hory – Sanktuarium Matki Boskiej Wspomożenia Wiernych (czes. Kostel Panny Marie Pomocné – Maria Hilf) – góra Výr – góra Příčný vrch – góra Zámecký vrch – Zlaté Hory (z 15 stanowiskami obserwacyjnymi).